# Trix (Editor)
Trix ist ein JavaScript basierter, freier WYSIWYG-HTML-Editor. Er zeichnet sich dadurch aus, dass er auf die veraltete execCommand-API verzichtet und plattformunabhängig arbeitet.

## Arbeitsweise
Der HTML-Editor Trix wird als Open-Source-Projekt auf GitHub geführt. Er führt nicht wie die meisten HTML-Editoren im Hintergrund bloß HTML-Code aus, sondern basiert auf einem eigenen, ausgeklügelten Dokumenten-Modell. Trix verzichtet auf die veraltete und fehleranfällige execCommand-API, welche sich je nach Browser-Version unterschiedlich verhält. Dies gibt Trix die komplette Kontrolle über das, was nach jedem Mausklick oder Tastendruck passiert. Trix unterstützt auch Dateianhänge und Bilder. Trix wurde entwickelt von Sam Stephenson und Javan Makhmali. Trix unterstützt nicht von Haus aus Tabellen.